# Vandregisilo
Vandregisilo, in francese Wandrille, latino Wandregesilius, dal germanico Wandregisel, che significa "compagno di viaggio" (nei dintorni di Verdun, 600 circa – Saint-Wandrille-Rançon, 22 luglio 665), è stato un monaco cristiano franco, venerato come santo dalla chiesa cattolica, dall'ortodossa e dall'ortodossa russa.

## Biografia
Vandregisilo era figlio di Walchiso (terzo figlio del vescovo di Metz Arnolfo e di Doda, figlia del vescovo di Metz, Arnoaldo) e della moglie di cui non si conoscono né il nome né gli ascendenti. Vandregisilo era il nipote di Ansegiso, Maggiordomo di palazzo di Austrasia, da cui discese la dinastia carolingia.
La sua vita è descritta in Gesta Abbatum Fontanellensium.
Vandregisilo che era nato da famiglia nobile franca divenne funzionario di alto livello nella pubblica amministrazione durante il regno di Dagoberto I. Intorno all'anno 630 si sposò per andare incontro alla volontà dei genitori, ma poco dopo sia lui che la moglie decisero di consacrarsi entrambi alla vita monacale.
La sua vita monastica prese inizio presso il monastero di Montfaucon. Distribuì i suoi averi fra i poveri e dopo qualche tempo, a seguito di un sogno, decise di recarsi presso l'Abbazia di San Colombano di Bobbio.
La sua vita cenobitica divenne ben presto nota per il suo rigore e la sua abnegazione, arrivando egli a recitare il salterio, in pieno inverno, stando immerso nell'acqua gelida di un torrente per meglio resistere alle tentazioni. Intorno al 635 decise di allontanarsi da Bobbio, dove la sua fama cominciava ad essere troppo grande, e partì alla volta dell'Irlanda, dove peraltro non giunse, decidendo di fermarsi nella regione del Giura, a Romainmôtier, dove visse nella locale abbazia per circa dieci anni. I suoi amici di palazzo, Audoeno ed Eligio, che avrebbero voluto condividere con Vandregisilo la scelta della vita religiosa, non poterono lasciare la corte fino alla morte di re Dagoberto nel 639.
Vandregisilo si trasferì quindi nei pressi di Rouen, città di cui Audoeno era stato nominato vescovo nel 641. Lì fu fatto diacono e successivamente ordinato prete da sant'Audomaro, vescovo di Thérouanne. Vandregisilo trascorse gli anni seguenti nell'opera di evangelizzazione delle campagne intorno a Rouen, dove il paganesimo era ancora molto presente e radicato nella popolazione.
Tuttavia la vocazione di Vandregisilo lo spingeva continuamente verso una scelta di vita monastica. Si ritirò quindi nella foresta di Jumièges, nel luogo che successivamente porterà il nome di Saint-Wandrille-Rançon, dove fondò l'Abbazia di Saint-Wandrille de Fontenelle, il 1º marzo 649, che inizialmente fu nota come Abbazia di Fontenelle e successivamente come Abbazia di Saint-Wandrille.
Il suo ordine monastico era fondato su «l'unione, la carità e l'umiltà». In punto di morte, che, secondo gli Annales Xantenses, avvenne nel 665, Vandregisilo raccomandò ai suoi confratelli «... fate in modo che non ci siano mai dissensi fra di voi».
La regola di san Vandregisilo successivamente scomparve e venne sostituita dalla regola benedettina.

## Il culto
Memoria liturgica il 22 luglio.
(Martirologio Romano)

### Le reliquie
Durante il periodo delle razzie perpetrate dai Vichinghi le reliquie di san Vandregisilo furono più volte trasferite da Fontenelle al priorato di Rivecourt. La prima di queste traslazioni fu effettuata nell'862, l'ultima nel 944.
I monaci che trasportavano le reliquie di san Vandregisilo e di sant'Ansberto trovarono ospitalità nel monastero femminile di Blangy-sur-Ternoise (Pas-de-Calais) intorno all'875 e vi si tattennero circa vent'anni. Di là i monaci trasportarono le reliquie a Boulogne-sur-Mer, da dove non si mossero più per mezzo secolo. Fu là che il conte di Fiandra Arnolfo I, sempre alla ricerca di reliquie, venne nel 944 a cercare le spoglie di questi santi uomini, Vandregisilo e Ansberto, fino a che si decise, su consiglio di san Gerardo di Brogne, a donarle al monastero di Saint-Pierre di Gand.

### Fonti primarie
- (LA)  Annales Xantenses.
- (LA)  Monumenta Germaniae historica: Gesta Abbatum Fontanellensium.
- (LA)  Monumenta Germaniae historica: Regum Francorum genealogiae.

### Letteratura storiografica
in lingua francese:
- La plus ancienne vie de Saint Wandrille, Éditions de Fontenelle (Abbaye Saint Wandrille).
- Dom Ludovic Lécuru, Saint Wandrille Un moine mérovingien, Editions Charles Corlet, 2002. ISBN 2-84706-064-2
- Etudes critiques sur l'abbaye de Saint Wandrille, Ferdinand Lot Bibliothèque de l'École des hautes études, vol. 204, Honoré Champion, Parigi, 1913
- Louis Graves, Précis de Statistiques sur le canton d'Estrées Saint Denis, 1830